# Профессорская колония (Львов)

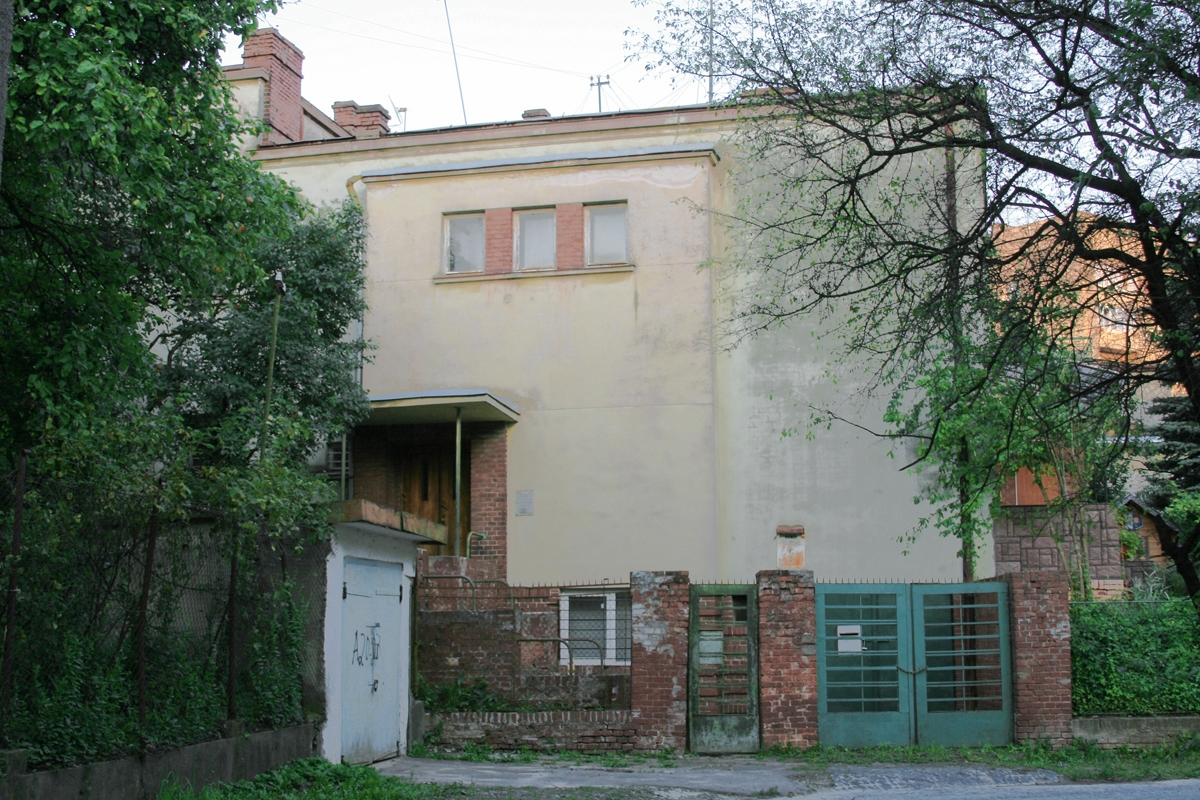
Историко-мемориальный дом писательницы Ирины Вильде в Профессорской колонии

Профе́ссорская коло́ния — местность в Лычаковском районе Львова (Украина). Петлёй железнодорожных путей отделена от соседних местностей — Лычакова, Кривчиц и Шевченковского гая. Профессорская колония возникла на рубеже ХІХ и ХХ ст. как район вилл и особняков на одном из благоприятных для проживания повышенных участков львовских окраин. Застройка местности, в основном, одно-, двух-, трёхэтажная, 1930-х годов в стиле функционализма, среди которых были построены несколько барачных зданий 1950-х, дома начала 1960-х годов и современные виллы 2000-х годов. В Профессорской колонии слабое транспортное движение, много зелени. Этот район считается престижным.
В Профессорской колонии жили украинские литераторы Ирина Вильде, Николай Винграновский и Роман Дидула.

## Улицы
- Улица Нищинского (с 1946 года в честь украинского композитора, публициста и поэта-переводчика Петра Нищинского; прежние названия: с 1929 — Копальная боковая, с 1933 — Верхнее Корсо, с 1936 — Нусбаум-Гиляровича).
- Казахская (с 1963 года, прежнее название: с 1933 — Верхняя).
- Улица Вильде (с 1993 года в честь украинской писательницы Ирины Вильде; прежние названия: с 1934 называлась Птасьника, в 1946—1993 годах — Марата).
- Улица Шишманова (с 1992 года в честь болгарского историка и филолога украиноведа Ивана Шишманова, в советское время — улица Щусева).
- Улица Чумацкая (с 1950 года; прежние названия: с 1924 Спокойная, с 1932 — улица Боберской).
- Улица Ялтинская (с 1945 года).
- Улица Коцко (с 1992 в честь украинского студента Адама Коцко, которого в 1910 году убили польские шовинисты. Прежние названия: с 1934 — улица Левицкой, во время немецкой оккупации — Вихсгассе, в советское время — Василия Коцко в честь западноукраинского коммуниста).
- Улица Чарнецкого (с 1993 года в честь украинского церковного деятеля, епископа УГКЦ Николая Чарнецкого. Прежние названия: с 1934 — Радзишевского, в 1946—1993 годах — Прямая).

## Примечательные здания
- Ул. Вильде, 41 — с советских времен — отделение клинической больницы Львовской железной дороги.
- Ул. Чумацкая, 2 — советского времени мемориальный дом писательницы Ирины Вильде (1907—1982).